# Улица Чкалова (Казань)
Улица Чкалова (тат. Чкалов урамы, Çkalof uramı) — улица в Кировском районе Казани, в историческом районе Пороховая слобода. Названа в честь лётчика Валерия Чкалова.

## География
Начинаясь от Краснококшайской улицы, пересекает улицы Повстанческая, Полевая и заканчивается пересечением с улицей Батыршина. Ранее пересекалась с улицами Стахановская и Петрова.

## История
Местность в южной части современной улицы была заселена ещё до революции, однако сама улица начинает упоминаться с 1920-х годов; известно, что тогда она называлась Полевой переулок или 1-й Полевой переулок.
Переименована в Поперечно-Полевой переулок протоколом комиссии Казгорсовета по наименованию улиц б/н от 2 ноября 1927 года, утверждённому 15 декабря того же года.
К концу 1930-х годов на улице имелись домовладения: №№ 1/162–29/20 (с пропусками) по нечётной стороне и №№ 4–6/2, 10–14, 18–28/22, 32–44/17 по чётной; примерно в тот же период улица и получила своё современное название.
Строительство многоквартирных домов на улице началось в конце 1950-х годов; основная застройка современной улицы относится ко второй половине 1960-х – началу 1970-х годов.
После введения в городе деления на административные районы входила в состав Кировского (до 1931 года Заречного, до 1935 года Пролетарского) района.

## Транспорт
Общественный транспорт по улице не ходит. Ближайшие остановки общественного транспорта: «Степана Халтурина» (автобус, троллейбус), «Батыршина» (автобус) на улицах Краснококшайская и Батыршина соответственно.

## Объекты
- № 2/160, 4/2 — жилые дома льнокомбината[тат.].[20]
- № 6 — детский сад № 80 «Капельки».[21]
- № 8 — гимназия № 4 (ранее школа № 73).[22]

## Известные жители
В доме № 42 (снесён) проживал Герой Социалистического Труда Абдрахман Зарифов.